# La Giettaz
 La Giettaz  es una población y comuna francesa, en la región de Ródano-Alpes, departamento de Saboya, en el distrito de Albertville y cantón de Ugine.

## Demografía
| 472 | 448 | 452 | 475 | 506 | 488 | 504 |
| Para los censos de 1962 a 1999 la población legal corresponde a la población sin duplicidades (Fuente: INSEE [Consultar]) |     |     |     |     |     |     |